# João Gualberto Costa
João Gualberto Costa, conhecido pelo pseudônimo de Gual, é um ilustrador e quadrinista brasileiro.
Ao lado do também ilustrador Jal, Franco de Rosa e Worney Almeida de Souza, ajudou a fundar a Associação dos Quadrinhistas e Caricaturistas do Estado de São Paulo (AQC - ESP), responsável pelo Prêmio Angelo Agostini posteriormente, a dupla sairia da AQC e fundaria o Troféu HQ Mix, que desde 1988 premia anualmente os destaques das histórias em quadrinhos no Brasil. Os dois decidiram criar o troféu após a experiência que tiveram no programa de televisão TV Mix, da TV Gazeta, entre 1987 e 1989. A dupla fundou também a Associação dos Cartunistas do Brasil.
Foi também diretor do Instituto do Memorial das Artes Gráficas e do Museu de Artes Gráficas do Brasil, que fundou com o objetivo de aumentar o reconhecimento das histórias em quadrinhos como forma de arte.
Em 2002, Jal e Gual receberam o Troféu Jayme Cortez, categoria do Prêmio Angelo Agostini oferecida em reconhecimento a contribuições às histórias em quadrinhos no Brasil.